# NGC 4673
NGC 4673 est une galaxie elliptique située dans la constellation de la Chevelure de Bérénice. Sa vitesse par rapport au fond diffus cosmologique est de 7 133 ± 20 km/s, ce qui correspond à une distance de Hubble de 105,2 ± 7,4 Mpc (∼343 millions d'al). NGC 4673 a été découverte par l'astronome germano-britannique William Herschel en 1785.
NGC 4673 présente une large raie HI. De plus elle présente un noyau en retrait (RET, retired nucleus). C'est aussi une galaxie dont le noyau brille dans le domaine de l'ultraviolet. Elle est inscrite dans le catalogue de Markarian sous la cote Mrk 656 (MK 656).
À ce jour, une mesure non basée sur le décalage vers le rouge (redshift) donne une distance d'environ 65,200 Mpc (∼213 millions d'al). Cette valeur est très loin à l'extérieur des valeurs de la distance de Hubble. Notons que c'est avec la valeur moyenne des mesures indépendantes, lorsqu'elles existent, que la base de données NASA/IPAC calcule le diamètre d'une galaxie.